# Aichi E13A
L'Aichi E13A est un hydravion triplace de reconnaissance lointaine japonais de la Seconde Guerre mondiale, baptisé Jake par les Alliés. Quantitativement, le E13A fut l’hydravion le plus utilisé par la Marine impériale japonaise durant la Seconde Guerre mondiale.

## Origine

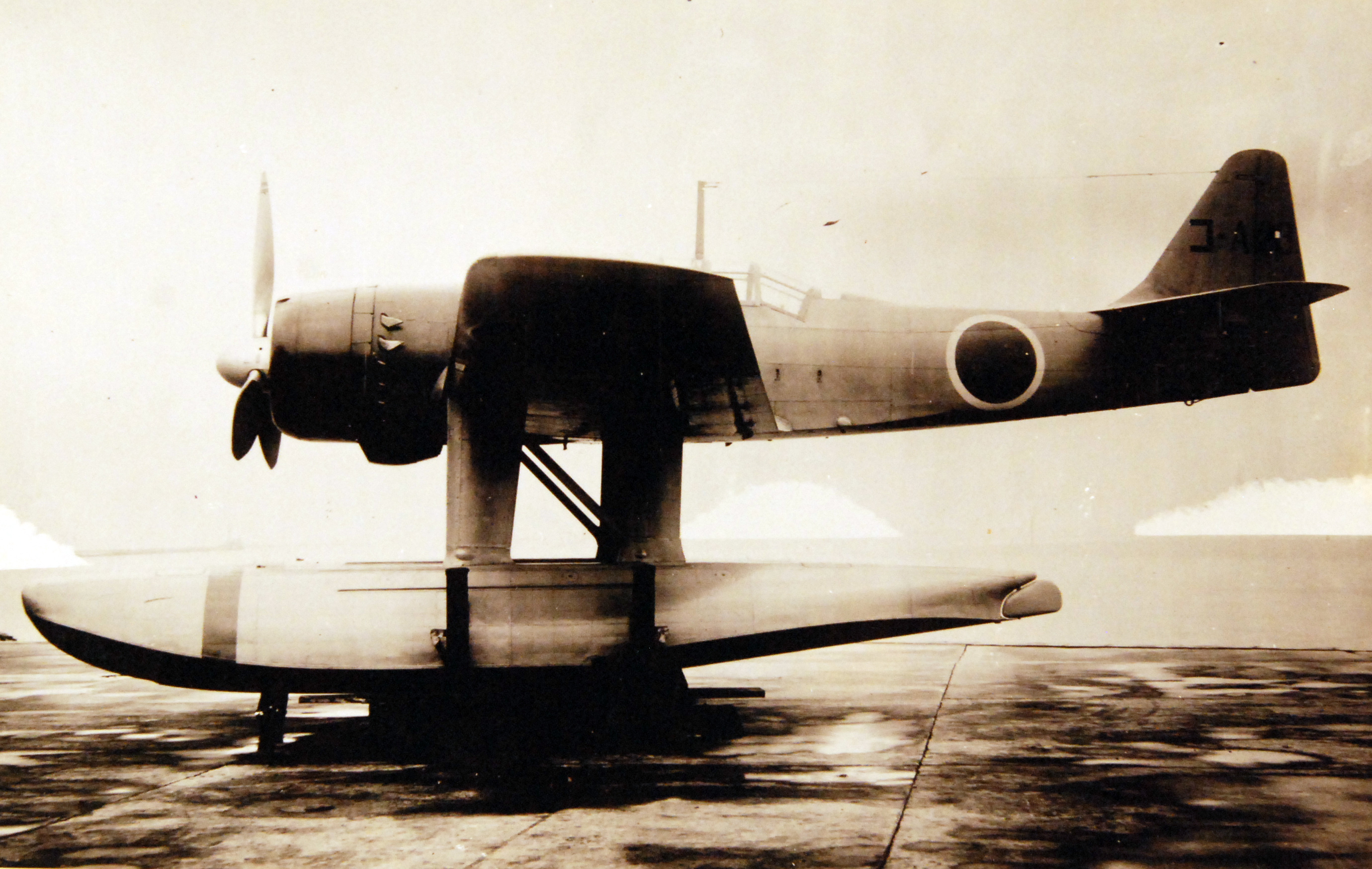
Un 13A capturé par les forces des États-Unis après la bataille de Kwajalein en 1944.

C’est en 1937 que fut dessiné l’Aichi AM-19, pour répondre à une demande de la Marine impériale (13-Shi) qui souhaitait remplacer les Kawanishi E7K. Monoplan métallique à aile basse cantilever repliable dont l’allure générale rappelait le D3A, cet appareil reposait sur deux flotteurs en catamaran et disposait d’une longue verrière pour abriter trois hommes. Le premier prototype prit l’air fin 1938. En décembre 1940, après essais comparatifs avec le Kawanishi E7K, cet appareil fut retenu par la Marine Impériale comme hydravion de reconnaissance type zero (零式水上偵察機). La production fut donc lancée début 1941.

## Les versions
- E13A1 : Première version de série. Triplace pouvant emporter une bombe de 250 kg sous le fuselage ou 4 bombes de 60 kg ou des charges de profondeur sous les ailes.
  - E13A-1K : Conversion en appareil d'entraînement à double commande.
- E13A1a : Seconde version de série, flotteurs redessinés et nouvel équipement radio.
  - E13A1a-S : Adaptation aux opérations de nuit.
- E13A1b : Appareil équipé d’un radar de détection des navires de surface.
  - E13A1b-S : Le précédent équipé pour les missions de nuit.
- E13A1c : Modèle destiné à l’attaque de navires de surfaces, 1 canon de 20 mm Type 99 Mk 1 tirant vers le bas sous le fuselage en plus de l’armement habituel. Cette arme supplémentaire fut ajoutée dans les dépôts de la Marine Impériale sur les derniers appareils de série.

## Production
1 418 exemplaires ont été construits par trois usines jusqu’en 1945 :
- 133 exemplaires produits par Aichi à Funakata entre 1938 et 1942.
- 48 exemplaires construits par l’arsenal naval de Hiro entre 1940 et 1942.
- 1 127 exemplaires construits par Kyushu Hikoki K. K.

## En service
- Japon : Si l’Aichi E13A a fait une carrière moins médiatisée que d’autres avions japonais durant la Seconde Guerre mondiale, il fut un fidèle serviteur pour la Marine impériale du début à la fin du conflit, et probablement le plus réussi des avions de sa catégorie. Il était plus gros que le Vought OS2U Kingfisher, emportait plus de bombes que l’Arado Ar 196, était plus rapide et disposait d’une autonomie supérieure à ces deux appareils.

Mis en service en Chine courant 1941, l’Aichi E13A fut surtout utilisé depuis les croiseurs (Kinugasa, Atago, Takao, Chōkai, Maya, Kumano, Chikuma, Tone, Suzuya…) et ravitailleurs d’hydravions (Chitose, Chiyoda, Kimikawa Maru) japonais à travers tout le Pacifique. 4 Jake effectuèrent les reconnaissances préliminaires à l’attaque de Pearl Harbor à l'aube du 7 décembre 1941. Présent également pendant la Bataille de la mer de Corail, aux îles Midway, à Guadalcanal ou aux Îles Salomon, ce monomoteur démontra une grande flexibilité d’emplois : sauvetage en mer, lutte anti-sous-marine, attaque de navires de surface, escorte de convois, liaison, patrouille côtière… À Guadalcanal, utilisé pour des missions de harcèlement de nuit, le bruit caractéristique de son moteur lui valut le surnom de Boiler-Charlie (Charlie la lessiveuse). Durant les derniers mois de guerre, les Aichi E13A furent encore utilisés pour des missions kamikaze contre les convois alliés en route vers le Japon.
Très apprécié de ses équipages, l’Aichi E13A a équipé, entre autres, les 5e, 7e, 19e, 21e, 36e, 40e, 901e, 932e, 955e, Chichijima et Sasebo Kokutai.
- Thaïlande : Quelques exemplaires furent livrés en 1943 à la Marine royale thaïlandaise et utilisés jusqu’à la fin des années 1940.
- France : Quatre exemplaires abandonnés par les Japonais furent récupérés par les forces françaises en Indochine et utilisés par l'escadrille 8S de l'aviation navale jusque fin août 1948[1].
- Nouvelle-Zélande : Un exemplaire capturé par les forces néo-zélandaises et utilisé par la RNZAF sur le front, mais cet appareil fut finalement abandonné, ayant coulé à la suite d'une fuite dans un flotteur.